# Kurubarahalli, Harihar
Kurubarahalli là một làng thuộc tehsil Harihar, huyện Davanagere, bang Karnataka, Ấn Độ.